# Ölands medelkontrakt
Ölands medelkontrakt var ett kontrakt av Växjö stift inom Svenska kyrkan i Kalmar län. Kontraktet upplöstes 1962 och de ingående församlingarna överfördes till Ölands södra kontrakt och Ölands norra kontrakt.

## Administrativ historik
Ölands medelkontrakt bildades 1652 som en utbrytning ur Ölands södra och norra kontrakt. 
Kontraktet omfattade ursprungligen: 
Från Ölands södra kontrakt
- Torslunda församling
- Glömminge församling
- Algutsrums församling
- Norra Möckleby församling

Från Ölands norra kontrakt
- Räpplinge församling
- Högsrums församling
- Gärdslösa församling
- Bredsättra församling
- Runstens församling
- Långlöts församling

1844 tillfördes från Ölands södra kontrakt 
- Sandby församling
- Gårdby församling
- Vickleby församling som 1934 återgick till Ölands södra kontrakt

Och 1844 från Ölands norra kontrakt
- Köpings församling
- Egby församling

Kontraktet tillhörde Kalmar stift från 1652 till 1915 då stiftet uppgick i Växjö stift.

## Kontraktsprostar
| Ämbetstid        | Namn                       | Levnadstid |
| 1652–1664        | Daniel Nicolai Repplerus   |            |
| 1665–1676        | Jonas Stephani Lippius     |            |
| 1676–1679        | Magnus Magni Becchius      |            |
| 1679–1687        | Stephanus Stephani Lippius |            |
| 1688–1706        | Olaus Nicolai Wallinus     |            |
| 1707–1710        | Johannes Petri Gresilius   |            |
| 1711             | Daniel Bruseniuis          |            |
| 1712–1736        | Israël Schultz             |            |
| 1738–1740        | Lars Schalin               |            |
| 1741–1745        | Nils de la Roche           |            |
| 1746–1750        | Nils Dahlin                |            |
| 1751–1772        | Anders Brauner             |            |
| 1772–1780        | Pehr Dahlerus              |            |
| 1780–1787        | Magnus Marin               |            |
| 1787–1801        | Abraham Fornander          |            |
| 1801–1810        | Magnus Stagnelius          |            |
| 1810–1813        | Bengt Couleur              |            |
| 1814–1831        | Lars Lindwall              |            |
| 1831–1844        | Abraham Ahlqvist           |            |
| 1844–1866        | Zacharias Segrell          |            |
| 1866–1869        | Israël Ahlqvist            |            |
| 1869–1871        | Johan Fredrik Carlström    |            |
| 1871–1891        | Carl Georg Uddenberg       |            |
| 1891–1896        | Johan Henrik Lagström      |            |
| 1897–1906        | Johan Peter Horn           |            |
| 1906–1909        | Pehr Olof Hultquist        |            |
| 1909–1913        | Albert Åstrand             |            |
| 1913–1916        | Erik Magnus Hoflund        |            |
| 1916 (1918)–1925 | Oskar Arnell               |            |
| 1925–1929        | Alfred Ferdinand Lindblom  |            |
| 1929–1943        | Johan Oscar Svensson       |            |
| 1943–1961        | John Einar Svensson        |            |